# Vrbovce
Vrbovce és un poble i municipi d'Eslovàquia que es troba a la regió de Trenčín.

## Història
La primera menció escrita de la vila es remunta al 1394.

## Demografia
| Godina             | 1994 | 2004   | 2014   | 2024   |
| ------------------ | ---- | ------ | ------ | ------ |
| Nombre de persones | 1622 | 1574   | 1539   | 1405   |
| Diferència         |      | −2,95% | −2,22% | −8,70% |

| Godina             | 2023 | 2024   |
| ------------------ | ---- | ------ |
| Nombre de persones | 1420 | 1405   |
| Diferència         |      | −1,05% |